# Kabinett de Gaulle II

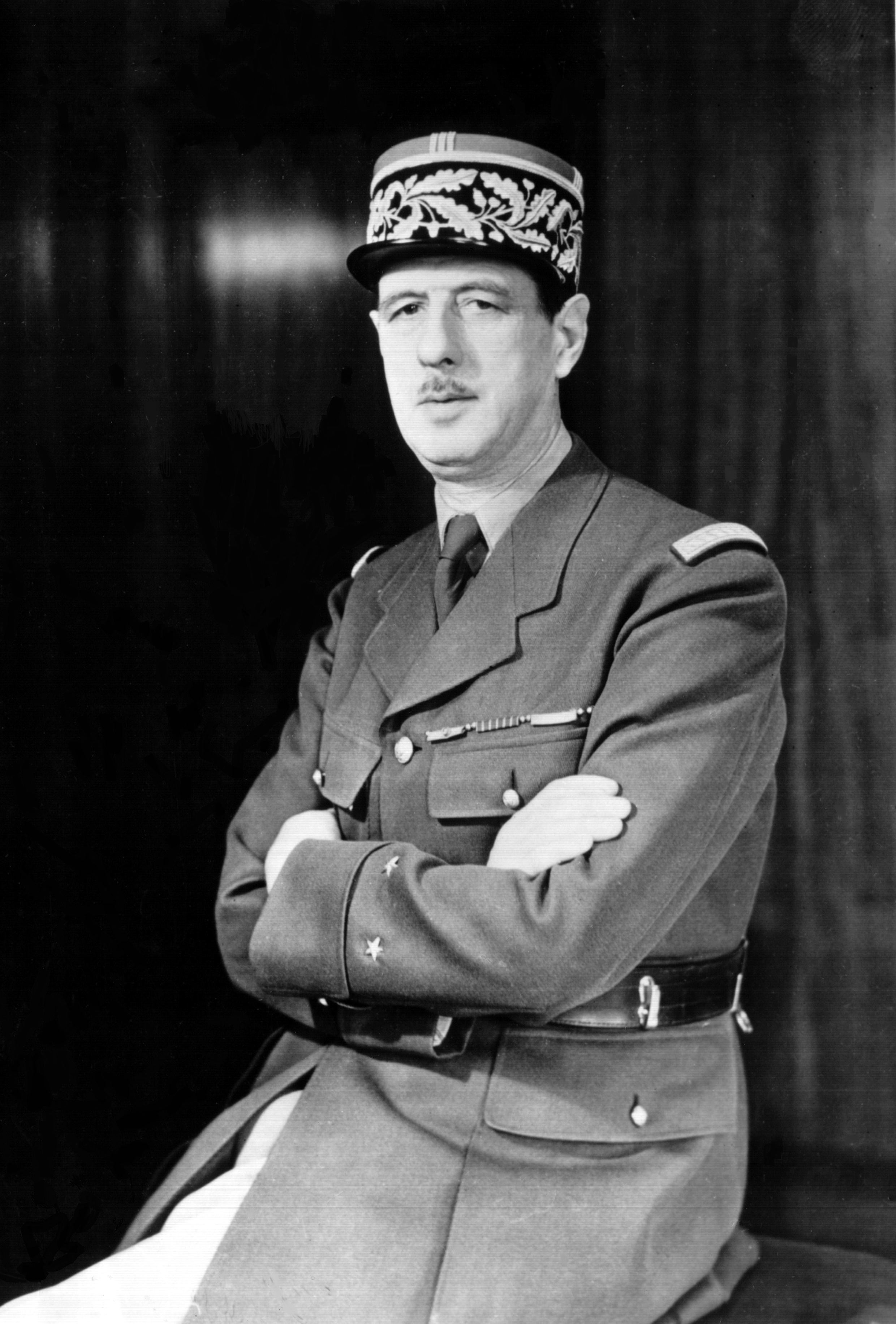
Charles de Gaulle war zwischen 1945 und 1946 Premierminister

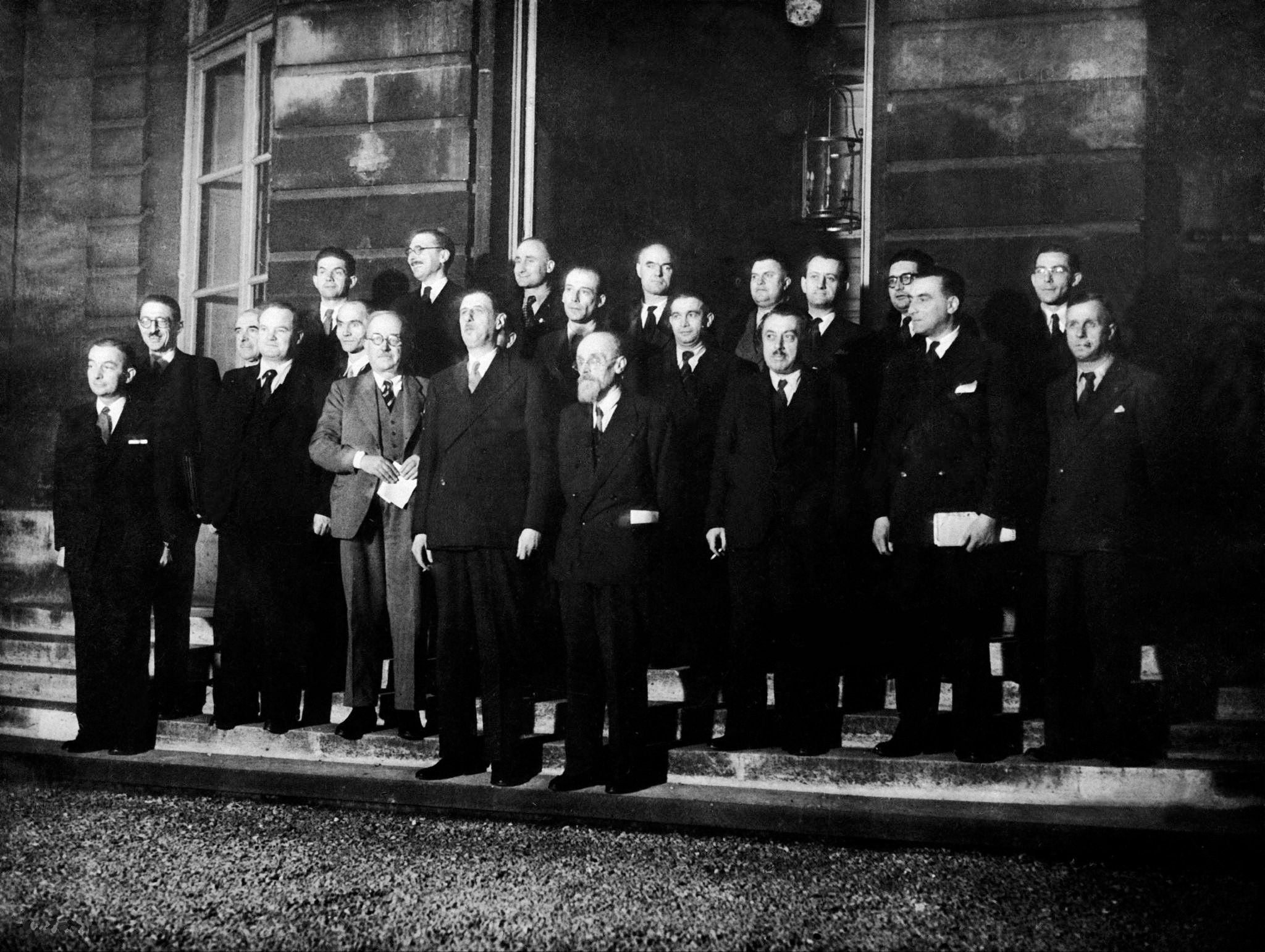
Kabinett Charles de Gaulle II

Das zweite Kabinett de Gaulle wurde in Frankreich am 21. November 1945 von Premierminister Charles de Gaulle als provisorische Regierung der Französischen Republik gebildet und löste das Kabinett de Gaulle I ab. Am 26. Januar 1946 wurde das Kabinett durch das Kabinett Gouin abgelöst. Dem Kabinett gehörten Vertreter von Section française de l’Internationale ouvrière (SFIO), Mouvement républicain populaire (MRP), Parti républicain de la liberté (PRL), Parti communiste français (PCF), Parti républicain, radical et radical-socialiste (PRRRS), Union démocratique et socialiste de la Résistance (UDSR) sowie Parteilose an.

## Minister
Dem Kabinett gehörten folgende Minister an:
| Amt                                                     | Name                    | Beginn der Amtszeit | Ende der Amtszeit |
| ------------------------------------------------------- | ----------------------- | ------------------- | ----------------- |
| Premierminister                                         | Charles de Gaulle       | 21. November 1945   | 26. Januar 1946   |
| Staatsminister                                          | Vincent Auriol          | 21. November 1945   | 26. Januar 1946   |
| Staatsminister                                          | Francisque Gay          | 21. November 1945   | 26. Januar 1946   |
| Staatsminister                                          | Louis Jacquinot         | 21. November 1945   | 26. Januar 1946   |
| Staatsminister                                          | Maurice Thorez          | 21. November 1945   | 26. Januar 1946   |
| Siegelbewahrer, Justizminister                          | Pierre-Henri Teitgen    | 21. November 1945   | 26. Januar 1946   |
| Außenminister                                           | Georges Bidault         | 21. November 1945   | 26. Januar 1946   |
| Innenminister                                           | Adrien Tixier           | 21. November 1945   | 26. Januar 1946   |
| Minister für nationale Verteidigung                     | Charles de Gaulle       | 21. November 1945   | 26. Januar 1946   |
| Minister für die Streitkräfte (Heer, Luftwaffe, Marine) | Edmond Michelet         | 21. November 1945   | 26. Januar 1946   |
| Rüstungsminister                                        | Charles Tillon          | 21. November 1945   | 26. Januar 1946   |
| Finanzminister                                          | René Pleven             | 21. November 1945   | 26. Januar 1946   |
| Minister für Landwirtschaft und Ernährung               | François Tanguy-Prigent | 21. November 1945   | 26. Januar 1946   |
| Minister für Wiederaufbau und Stadtplanung              | Raoul Dautry            | 21. November 1945   | 26. Januar 1946   |
| Minister für öffentliche Arbeiten und Verkehr           | Jules Moch              | 21. November 1945   | 26. Januar 1946   |
| Minister für nationale Bildung                          | Paul Giacobbi           | 21. November 1945   | 26. Januar 1946   |
| Kolonialminister                                        | Jacques Soustelle       | 21. November 1945   | 26. Januar 1946   |
| Minister für Arbeit und soziale Sicherheit              | Ambroise Croizat        | 21. November 1945   | 26. Januar 1946   |
| Minister für Post, Telegrafie und Telefonie             | Eugène Thomas           | 21. November 1945   | 26. Januar 1946   |
| Informationsminister                                    | André Malraux           | 21. November 1945   | 26. Januar 1946   |
| Minister für industrielle Produktion                    | Marcel Paul             | 21. November 1945   | 26. Januar 1946   |
| Minister für öffentliche Gesundheit und Bevölkerung     | Robert Prigent          | 21. November 1945   | 26. Januar 1946   |
| Minister für nationale Wirtschaft                       | François Billoux        | 21. November 1945   | 26. Januar 1946   |